# Paweł Ławiński
Paweł Ławiński (ur. 1964) – polski dziennikarz prasowy, w latach 2007–2011 zastępca redaktora naczelnego „Gazety Wyborczej”, od 2016 do 2020 zastępca dyrektora programowego Onetu, a od 2020 zastępca redaktora naczelnego serwisu.

## Życiorys
Absolwent studiów polonistycznych na Uniwersytecie Warszawskim. W latach 80. publikował w drugoobiegowym tygodniku „Wola”, w 1989 został dziennikarzem „Tygodnika Solidarność”. Od tego samego roku związany z „Gazetą Wyborczą”, pracował w działach zagranicznym i krajowym, następnie w dziale opinii. Kierował zespołami działu zagranicznego (1994–1999) i działu gospodarczego (2000–2005). Od 2005 był szefem projektów, a w 2007 został powołany na zastępcę redaktora naczelnego pisma. W 2011 odszedł z redakcji.
Pracował później w międzynarodowej firmie zajmującej się digitalizacją newsroomów prasowych, a także jako zastępca dyrektora serwisu internetowego Polskiego Radia. W 2016 został zastępcą dyrektora programowego Onetu, a w 2020 zastępcą redaktora naczelnego tego portalu.
W 2003 wyróżniony nagrodą „Ostre Pióra 2002” przyznawaną przez Business Centre Club. W 2011 prezydent Bronisław Komorowski odznaczył go Złotym Krzyżem Zasługi.